# El Ràfol d'Almúnia
El Ràfol d'Almúnia (em valenciano e oficialmente) ou Ráfol de Almunia (em castelhano) é um município da Espanha na província de Alicante, Comunidade Valenciana. Tem 4,9 km² de área e em 2021 tinha 670 habitantes (densidade: 136,7 hab./km²).

## Demografia
| Variação demográfica do município entre 1991 e 2004 | Variação demográfica do município entre 1991 e 2004 | Variação demográfica do município entre 1991 e 2004 | Variação demográfica do município entre 1991 e 2004 |
| --------------------------------------------------- | --------------------------------------------------- | --------------------------------------------------- | --------------------------------------------------- |
| 1991                                                | 1996                                                | 2001                                                | 2004                                                |
| 376                                                 | 368                                                 | 536                                                 | 536                                                 |